# گودزیلا (فیلم ۲۰۱۴)
گودزیلا (به انگلیسی: Godzilla) یک فیلم هیولایی آمریکایی محصول سال ۲۰۱۴ به کارگردانی گرت ادواردز است. این یک راه‌اندازی مجدد از فرنچایز کمپانی ژاپنی توهو برای گودزیلا (فیلم ۱۹۵۴) است و سی‌امین فیلم از مجموعه گودزیلا، اولین فیلم در لجندری پیکچرز در دنیای سینمایی هیولاها و دومین فیلم گودزیلای است که به طور کامل توسط یک استودیوی هالیوودی تولید شده‌است. 
این فیلم محصول همکاری دو استودیوی فیلم‌سازی لجندری پیکچرز و برادران وارنر است. برادران وارنر مسئولیت توزیع فیلم را نیز بر عهده داشت.

## خلاصهٔ داستان

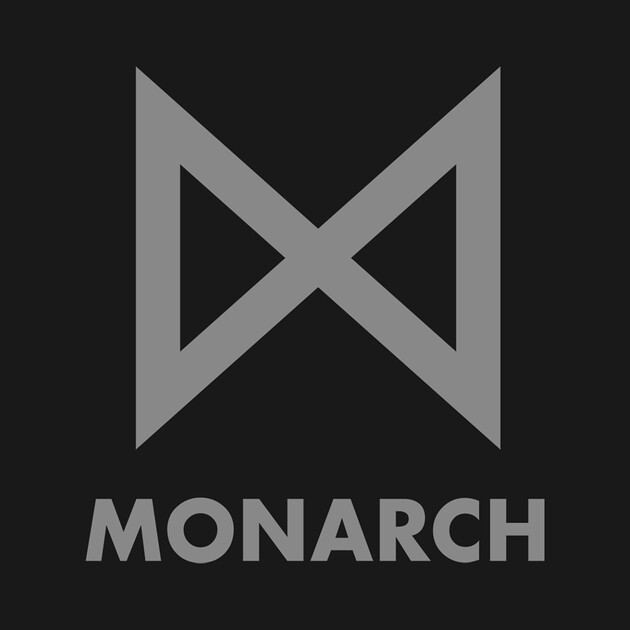
لوگوی سازمان خیالی مونارک، مسئول مطالعه تایتان‌ها.

دکتر سریزاوا دانشمند مونارک، در زیر زمین دو تخم را کشف می‌کند که متعلق به هیولایی باستانی به نام موتو است که از تشعشعات هسته‌ای تغذیه می‌کند. یک هیولا پیش از این از تخم خود خارج شده و هیولای بالدار دوم نیز از تخم بیرون آمده و با نابودی یک تأسیسات سری که در آن نگهداری می‌شد فرار می‌کند.
گودزیلا با این مهمان ناخوانده وارد جنگی می‌شود که نتیجه‌اش نابودی تکنولوژی‌های انسانی و تخریب بخش بزرگی از شهر سانفرانسیکو و... آمریکاست.
درنهایت گودزیلا باعث نابودی موتو می‌شود.
در این فیلم سینمایی از گودزیلا به عنوان موجودی باستانی و سلطان هیولاها یاد می‌شود.

## دنباله‌ها
- گودزیلا: سلطان هیولاها (۲۰۱۹)

- گودزیلا در برابر کونگ (۲۰۲۱) [۵]